# إبراهيم البيراوي
إبراهيم البيراوي (22 مايو 1992 -)، ممثل بحريني وهو عضو في «مسرح الريف».

## أعماله[3]
- دروب الزمان - فيلم - 2006
- فلة المسحورة - مسرحية - 2007
- الحفار - مسرحية - 2008
- شهاب في خطر - مسرحية - 2008
- صندوق الكنز - مسرحية - 2008
- زهور تحترق - فيلم - 2009
- الزوابع - مسرحية - 2009
- جفاء الزمن - فيلم - 2009
- الهروب إلى الموت - فيلم - 2009
- البيت العود - مسرحية - 2009
- الصفحة الأولى من الجريدة - مسرحية - 2010
- الشريط - مسرحية - 2010
- إلى أين - فيلم - 2010
- الجهول - مسرحية - مهرجان الجليج - 2010
- شوية أمل - مسلسل - 2010
- سماء ثانية - مسلسل - 2010
- قصة هوانا 2 - مسلسل - 2010
- ليلة رأس السنة المظلمة - فيلم - 2011
- أكون أو لا - مسلسل -2012
- الهروب - مسرحية - 2012
- الساعة - فيلم - 2012

## الجوائز
- جائزة أفضل ممثل في مهرجان بوري الثقافي 2009 عن فيلم زهور تحترق
- جائزة أفضل ممثل خليجي في مهرجان الشرق الأوسط السينمائي 2009 عن فيلم زهور تحترق

## وصلات خارجية
- إبراهيم البيراوي على موقع قاعدة بيانات الأفلام العربية

- البيراوي: جائزة أفضل ممثل خليجي حملتني مسؤولية كبيرة، صحيفة الأيام
- البيراوي: موظف مضطهد، البلاد دوت كوم